# Brainards
Brainards, precedentemente Martins Creek, è un census-designated place (CDP) degli Stati Uniti d'America, situato nello stato del New Jersey, nella contea di Warren.